# Лок и ключ
«Лок и ключ» (англ. Locke & Key) — американский драматический хоррор-сериал, созданный Карлтоном Кьюзом, Мередит Аверилл и Ароном Эли Колейтом на основе одноимённой серии комиксов Джо Хилла (сына Стивена Кинга) и Габриэля Родригеза. Премьера первого сезона состоялась 7 февраля 2020 года на стриминговом сервисе Netflix. В главных ролях: Дэрби Стэнчфилд, Коннор Джессап, Эмилия Джонс, Джексон Роберт Скотт, Лайсла де Оливьера, Петрис Джонс, Гриффин Глюк, Аарон Эшмор, Халлеа Джонс, Брендан Хайнс, Кевин Дюранд, Шерри Сом и Коби Бёрд.
В марте 2020 года сериал продлили на второй сезон. Премьера состоялась 22 октября 2021 года. В декабре 2020 года сериал был продлён на третий сезон. 6 апреля 2022 года Netflix объявил, что третий сезон сериала станет финальным. Премьера состоялась 10 августа 2022 года.

## Сюжет
Первый сезон
После того, как Рэнделл Локк был убит бывшим студентом Сэмом Лессером, его жена Нина решает переехать со своими тремя детьми — старшим сыном Тайлером, дочерью Кинси и младшим сыном Боди, из Сиэтла в Мэтисон, штат Массачусетс, и поселиться в семейном доме мужа, который также называют «Дом ключей». Вскоре дети обнаруживают, что в доме полно потайных дверей, и к ним можно отыскать волшебные ключи. Ключи также дают своим владельцам магические силы, но одновременно они могут пробудить и нечто кошмарное. Позже им становится известно о демонической сущности, интересующейся ключами для личных злонамеренных целей.
Второй сезон
Не подозревая, как близко подобрался враг, семья Локков всё глубже познает силу ключей и открывает новые секреты. С помощью ключа идентичности Додж удачно продолжает всех обманывать, перевоплотившись в Гейба — молодого человека Кинси. Вместе с другим демоном, вселившимся в Иден, Додж строит новый коварный план по созданию ключа, позволяющего обратить человека в демона. Тем временем, Нина знакомится с Джошем, новым учителем истории. У них завязываются отношения, но его тайные намерения могут помешать их любви.
Третий сезон
Семья Локков продолжает исследовать магический мир, находя новые ключи. Пробудившийся демон в теле Фредерика Гидеона строит коварный план по захвату ключей, в котором ему помогают бывшие солдаты британской армии, вернувшиеся к жизни с помощью эхо-ключа. На Мэтисон надвигается серьёзная угроза. Тайлер по-прежнему ничего не помнит о волшебстве, а другие члены семьи как никогда нуждаются в его помощи и объединении всех сил против зла.

## В ролях
= Главная роль в сезоне
     = Второстепенная роль в сезоне
     = Гостевая роль в сезоне
     = Не появляется

### Основной состав
| Актёр                | Персонаж        | Появление в сезонах | Появление в сезонах | Появление в сезонах | Появление в сезонах | Появление в сезонах |
| Актёр                | Персонаж        | 1                   | 2                   | 3                   | Эпизоды             |                     |
| -------------------- | --------------- | ------------------- | ------------------- | ------------------- | ------------------- | ------------------- |
| Дэрби Стэнчфилд      | Нина Локк       | 10                  | 10                  | 8                   | 28                  |                     |
| Коннор Джессап       | Тайлер Локк     | 10                  | 10                  | 8                   | 28                  |                     |
| Эмилия Джонс         | Кинси Локк      | 10                  | 10                  | 8                   | 28                  |                     |
| Джексон Роберт Скотт | Боди Локк       | 10                  | 10                  | 8                   | 28                  |                     |
| Джексон Роберт Скотт | Додж            | X                   | X                   | 2                   | 2                   |                     |
| Петрис Джонс         | Скот Кавендиш   | 9                   | 10                  | 3                   | 22                  |                     |
| Лайсла де Оливейра   | Додж            | 8                   | 2                   | 3                   | 13                  |                     |
| Лайсла де Оливейра   | Элли Уэдон      | 1                   | 2                   | X                   | 3                   |                     |
| Гриффин Глюк         | Гейб            | 7                   | 10                  | 2                   | 19                  |                     |
| Аарон Эшмор          | Дункан Локк     | 5                   | 10                  | 4                   | 19                  |                     |
| Халлеа Джонс         | Иден Хоукинс    | 8                   | 10                  | 2                   | 20                  |                     |
| Брендан Хайнс        | Джош Беннетт    | X                   | 9                   | 8                   | 17                  |                     |
| Кевин Дюранд         | Фредерик Гидеон | X                   | 3                   | 8                   | 11                  |                     |
| Шерри Сом            | Элли Уэдон      | 9                   | 1                   | 8                   | 18                  |                     |
| Коби Бёрд            | Руфус Уэдон     | 7                   | 2                   | 8                   | 17                  |                     |
| Всего эпизодов       | Всего эпизодов  | 10                  | 10                  | 8                   | 28                  |                     |

- Нина Локк — мать Тайлера, Кинси и Боди. Страдала от алкоголизма. После смерти мужа вместе с детьми переехала в дом ключей.
- Тайлер Локк — старший сын в семье Локков.
- Кинси Локк — средний ребёнок и единственная дочь в семье Локков.
- Боди Локк — младший сын в семье Локков.
- Скот Кавендиш — студент-кинорежиссёр из академии Мэтисона, любовный интерес Кинси, лидер «Отряда Савини».
- Додж — демон, охотящийся за ключами.
- Гейб — мужской облик Додж, студент академии Мэтисон и молодой человек Кинси.
- Дункан Локк — младший брат Рэнделла, дядя Тайлера, Кинси и Боди.
- Иден Хоукинс — студентка академии Мэтисон, ранее лучшая подруга Джеки. Одержима демоном.
- Джош Беннетт — преподаватель истории, любовный интерес Нины, потомок Фредерика Гидеона.
- Фредерик Гидеон — бывший капитан британской армии в колониальном Массачусетсе, который первый обнаружил портал за чёрной дверью и стал одержим демоном. В конце второго сезона демона призвала Иден с помощью магии ключей в качестве эхо.
- Элли Уэдон — подруга детства Рэнделла, которая встречалась с его лучшим другом Лукасом в старшей школе. Работала в академии Мэтисона тренером.
- Руфус Уэдон — приёмный сын Элли, лучший друг Боди.

### Второстепенный состав
| Билл Хек             | Рэнделл Локк     | 6  | 1  | 2 | 9  |
| Томас Митчелл Барнет | Сэм Лессер       | 6  | 2  | 2 | 10 |
| Кевин Алвес          | Хави             | 4  | 7  | X | 11 |
| Женевьева Кенг       | Джеки Веда       | 9  | 7  | X | 16 |
| Колтон Стюарт        | Бринкер Мартин   | 4  | 7  | X | 11 |
| Аша Бромфилд         | Зэди Уэллс       | 4  | 7  | 5 | 16 |
| Джесси Камачо        | Даг Бразелл      | 4  | 8  | 5 | 17 |
| Эрик Грэйс           | Логан Кэллоуэй   | 5  | 3  | 1 | 9  |
| Феликс Маллард       | Лукас Караваджио | 5  | 1  | X | 6  |
| Стивен Уильямс       | Джо Риджвей      | 5  | X  | X | 5  |
| Джой Таннер          | Эрин Восс        | 2  | 5  | X | 7  |
| Мартин Роуч          | Дэниел Мутуку    | 4  | 4  | X | 8  |
| Крис Бриттон         | Чемберлин Локк   | 1  | 3  | 1 | 5  |
| Лию Абер             | Джейми Беннетт   | X  | 6  | 5 | 11 |
| Майкл Терриоль       | Горди Шоу        | X  | 2  | 5 | 7  |
| Иэн Лэйк             | Джеймс Болтон    | X  | 2  | 7 | 9  |
| Джефф Лиллико        | Самуэль Коффи    | X  | 1  | 4 | 5  |
| Всего эпизодов       | Всего эпизодов   | 10 | 10 | 8 | 28 |

- Рэнделл Локк — покойный муж Нины и отец Тайлера, Кинси и Боди.
- Сэм Лессер — студент, дважды напавший на семью Локков и убивший Рэнделла.
- Хави — друг Тайлера, находится вместе с ним в хоккейной команде академии Мэтисона.
- Джеки Веда — девушка Тайлера.
- Бринкер Мартин — друг Хави.
- Зэди Уэллс — подруга Скота.
- Даг Бразелл — друг Скота.
- Логан Кэллоуэй — студент-инвалид из академии Мэтисон.
- Лукас Караваджио — лучший друг Рэнделла из старшей школы, первая любовь Элли. После уничтожения Додж, был наконец освобожден и возвращен как Эхо.
- Джо Риджвей — преподаватель английского языка у Тайлера в академии Мэтисон, декан одиннадцатого класса.
- Эрин Восс — бывшая подруга Рэнделла. Случайно оказалась в ловушке внутри собственной головы на двадцать три года.
- Дэниел Мутуку — детектив в Мэтисоне, расследующий странные события в доме ключей. Позже им овладевает демон Додж с помощью ключа.
- Чемберлин Локк — прапрадед Локков, который остался в доме ключей в качестве призрака.
- Джейми Беннетт — дочь Джоша, лучшая подруга Боди.
- Горди Шоу — бывший одноклассник Рэнделла и Элли, любящий исполнительное искусство и театр.
- Джеймс Болтон и Самуэль Коффи — солдаты революционной войны, служившие под командованием Гидеона. В третьем сезоне возвращаются к жизни с помощью эхо-ключа.

## Производство
«Лок и ключ» изначально разрабатывался как телесериал канала Fox в период с 2010 по 2011 год компаниями DreamWorks Television и 20th Century Fox Television вместе с Джошем Фридманом, который занимался написанием сценария для пилотной серии. Алекс Курцман и Боб Орси стали исполнительными продюсерами для пилота, в котором снимались Марк Пеллегрино, Миранда Отто, Джесси Маккартни, Сара Болджер, Скайлар Гертнер и Ник Стал.
Пилотный эпизод не получил продолжения, после показа в 2011 году в Сан-Диего на фестивале Comic-Con.
В 2014 году в Сан-Диего на фестивале Comic-Con было объявлено о производстве трилогии художественных фильмов, которым должна была заняться компания Universal Pictures с Курцманом и Орси, в качестве исполнительных продюсеров.

## Сезоны
| Сезон | Сезон | Эпизоды | Оригинальная дата показа | Оригинальная дата показа |
| Сезон | Сезон | Эпизоды | Премьера сезона          | Финал сезона             |
| ----- | ----- | ------- | ------------------------ | ------------------------ |
|       | 1     | 10      | 7 февраля 2020           | 7 февраля 2020           |
|       | 2     | 10      | 22 октября 2021          | 22 октября 2021          |
|       | 3     | 8       | 10 августа 2022          | 10 августа 2022          |

## Список эпизодов

### Сезон 1 (2020)
| № общий | № в сезоне | Название                                           | Режиссёр        | Автор сценария                | Дата премьеры  |
| --- | ---------- | -------------------------------------------------- | --------------- | ----------------------------- | -------------- |
| 1 | 1          | «Добро пожаловать в Мэтисон» «Welcome to Matheson» | Майкл Моррис    | Джо Хилл, Арон Эли Колейт     | 7 февраля 2020 |
| Поздним вечером после разговора по телефону Марк Чо, со словами «Я знаю, что должен сделать», достает из сейфа старинный ключ в виде спички и после недолгих колебаний вонзает его себе в грудь. Это заставляет его и дом молниеносно воспламениться. Семья Локков после утраты главы — Рэнделла, работавшего школьным учителем и застреленного одним из его учеников, переезжает в Мэтисон в родовое поместье убитого. В этом им помогает Дункан, младший брат Рэнделла. Семья состоит из четырёх человек: Нины, матери и ныне глава семейства, старшего сына Тайлера, дочери Кинси и самого младшего сына Боди. Пока Тайлер и Кинси начинают своё обучение в новой школе, Боди исследует дом, и, следуя зову необъяснимого шёпота, находит старинный ключ. Также он осматривает заброшенный бювет с пересохшим колодцем, внутри которого обитает Эхо. Эхо — это голос, доносящийся из колодца, объяснивший мальчику, что найденный ключ является Куда-угодно ключом. С его помощью можно войти в одну дверь, а выйти из известной обладателю ключа любой другой. Эхо склоняет Боди к новым поискам. Следующий найденный ключ — это Зеркальный ключ, он открывает проход через зеркало в другое измерение. При этом отражение живёт своей жизнью и манит войти в зеркало. Так по стечению обстоятельств там оказывается заключена Нина — мать мальчика. Боди ищет совета у Эхо, и оно требует отдать за спасение матери Куда-угодно ключ, что Боди и делает. Тайлер и Кинси возвращаются из школы и успевают вовремя спасти Нину. Нина ничего не помнит о пережитом походе в зазеркалье и ведёт себя как ни в чём не бывало. Эхо использует Куда-угодно ключ, чтобы покинуть бювет, являющийся для неё до этого момента ловушкой. |            |                                                    |                 |                               |                |
| 2 | 2          | «Ловец / Хранитель» «Trapper / Keeper»             | Майкл Моррис    | Лиз Фанг                      | 7 февраля 2020 |
| В школе Тайлер проявляет симпатию к своей однокласснице Джеки Веда, в то время как Кинси пытается влиться в школьное сообщество. Так она знакомится с группой школьников, намеревающихся снять фильм в стиле хоррор. Они называют себя «Отрядом Савини» (в честь Тома Савини, мастера спецэффектов). Боди боится, что Эхо вернётся и, взяв капкан у присматривающего за домом умственно отсталого подростка Руфуса Уэдона, устраивает ловушку для Эхо, но терпит неудачу. Когда Эхо появляется, войдя через дверь его комнаты, используя Куда-угодно ключ, она сразу разгадывает его план и предупреждает мальчика не шутить с ней, а искать ключи. Затем она тем же способом покидает дом Локков прямо через дверь детской комнаты. Боди находит ещё один ключ и обнаруживает, что он может быть вставлен в замочную скважину, появляющуюся на шее при приближении ключа. Тайлер и Кинси, придя из школы, находят застывшего Боди и огромный сундук, из которого доносится веселая музыка. В следующей сцене другой Боди, полная копия застывшего, открывает крышку сундука изнутри и зовет своих брата и сестру внутрь. |            |                                                    |                 |                               |                |
| 3 | 3          | «Головоломка» «Head Games»                         | Тим Соутэм      | Мередит Аверилл               | 7 февраля 2020 |
| Оказывается что новый ключ — это Головной ключ. Он мгновенно перемещает сознание в новую оболочку — точную копию человека, в то время как сам человек остается застывшим без движения. Также он создает рядом вход в новое пространство, являющийся отображением сознания человека, использующего ключ. Любые изменения в пространстве за дверью также отразятся и на самом человеке. Сундук является хранилищем воспоминаний Боди, большую часть которого занимают воспоминания об отце. После возвращения в реальный мир Боди всё рассказывает и Тайлер забирает ключи из предосторожности. На следующий день Тайлер избивает школьного задиру, пристающего к его сестре, представляя на его месте убившего его отца школьника Сэма Лэссера, своего одноклассника. Кинси использует Головной ключ, чтобы попасть в своё сознание, оказавшееся большим торговым центром. Туда её сопровождает её брат Тайлер. В конце путешествия их атакует странное уродливое существо, похожее на Кинси. Брат с сестрой сходятся на том, что это воплощение страха Кинси, из-за которого она ведёт себя замкнуто. Боди находит Призрачный ключ. Если открыть им дверь, то любой проходящий через неё превращается в призрака, а тело падает обездвиженным на пол и застывает до тех пор, пока призрак не вернётся в дом обратно через эту же дверь. Мальчик путешествует по окрестностям поместья в виде призрака и в встречается со своим пра-пра-прадедом на кладбище. Там он узнает, что раньше его отец и его дядя Дункан также посещали это кладбище в образе призраков. Нина знакомится с Элли Уэдон, старой подругой своего мужа, которая проявляет беспокойство, после того как узнает, что Боди проводит какие-то поиски в бювете с колодцем. Элли также является приемной матерью Руфуса, подростка с проблемами в развитии. Кинси вместо того, чтобы пойти на свидание с одним из членов «Отряда Савини» Скотом Кавендишем, с которым у неё завязались романтические отношения, использует Головной ключ, чтобы вновь попасть в своё сознание. Далее в реальном мире она тащит огромный мешок прочь от дома и закапывает его в лесу неподалеку. В мешке находится существо, которое атаковало их с братом во время предыдущего посещения сознания Кинси. |            |                                                    |                 |                               |                |
| 4 | 4          | «Хранители ключей» «The Keepers of the Keys»       | Тим Соутэм      | Маккензи Дор                  | 7 февраля 2020 |
| Кинси, избавившаяся от своего страха, становится другим человеком: уверенным, открытым, раскованным. Она приглашает в гости Скота и даже показывает ему Головной ключ в действии. Тайлер, узнавший о том, что Кинси сумела что-то выкинуть из головы, решает наоборот, что-то в неё закинуть. Для пробы он берёт книгу о городке Мэтисон и кидает её за дверь своего сознания. Теперь он знает всё, что было в этой книге. Тем же способом он узнаёт множество фактов об Англии и пытается произвести впечатление на Джеки, которой очень нравится эта страна. Леди из колодца (Эхо) приходит в психиатрическую клинику к подруге детства Рэнделла Лока и Элли Уэдон — Эрин Восс, пытаясь выведать какие-то сведения. Но Эрин находится в ступоре и не говорит уже много лет. Становится понятно, для чего Эхо нужен Головной ключ. Боди пытается защититься от Эхо и залепляет жвачкой замочные скважины на всех дверях дома. Это не помогает, и Эхо похищает мальчика. Однако выясняется, что она не может забрать ключи силой, Боди должен отдать их ей добровольно. |            |                                                    |                 |                               |                |
| 5 | 5          | «Семейное древо» «Family Tree»                     | Марк Тондерай   | Андрес Фишер-Сентено          | 7 февраля 2020 |
| Теперь не только Боди, но и Тайлер с Кинси слышат шёпот ключей. Они находят ещё один ключ, который заводит музыкальную шкатулку. Тот, кто вставил ключ, может отдавать приказы другим, и те будут вынуждены повиноваться. Тайлер предупреждает брата и сестру, что ключи — это грозное оружие, а не игрушки, и предлагает разделить их: Ключ от музыкальной шкатулки он отдаёт Кинси, Головной ключ забирает себе, а Зеркальный и Призрачный поручает хранить Боди. В школе Иден оскорбляет Скотта. Чтобы отомстить ей, Кинси и Гейб используют Ключ от музыкальной шкатулки. Тайлер узнает о происходящем из школьных социальных сетей, просмотрев видео. Тайлер предупреждает Кинси, что не стоит злоупотреблять ключами и привлекать внимание. В тот же вечер Тайлер и Кинси слышат ещё шёпот и находят Растительный ключ на кладбище. Когда они используют его, из земли появляются банки-фонарики. В банках хранятся воспоминания из детства Дункана, в одном из них молодой Рэнделл избивает до смерти своего друга Лукаса Караваджио. Тем временем Нине не даёт покоя шрам на груди Элли, идентичный тому, который был у Рэнделла. Однако Элли отказывается что-либо говорить об этом. Позже Нина получает сообщение от Джо, в котором он говорит, что увидел что-то странное и просит её приехать. Когда Нина попадает в дом Джо, она находит его мертвым от удушения с целлофановым пакетом на голове. В конце серии под лестницей за домом видна фигура Элли. |            |                                                    |                 |                               |                |
| 6 | 6          | «Чёрная дверь» «The Black Door»                    | Марк Тондерай   | Бретт Трейси, Дэн Вудвард     | 7 февраля 2020 |
| Нина пытается убедить полицию, что Джо Риджуэй не совершал самоубийство, но тщетно. Кинси пытается вызвать у Дункана хоть какую-нибудь реакцию, принеся сумку с банками-фонарями воспоминаний и провоцируя его на разговор, но тот не помнит ни одного из событий, кроме смутных воспоминаний о пещерах около береговой линии. Кинси убеждает «Отряд Савини» снимать в этих пещерах как предлог для дальнейшего изучения. Внутри она находит дверь в форме Омеги. Поскольку прилив быстро наступает, «Отряду Савини» приходится спешно отступать, а Гейбу — чуть ли не силой оттаскивать Кинси от двери. У выхода Скот злится на Кинси, но Гейб считает её действия смелыми. Эхо идет на вечеринку, где Тайлер напивается и злит Джеки. Когда Тайлер идет домой, Эхо представляется ему как Додж (кличка Лукаса Караваджио) и начинает заигрывать с ним. Сэм использует Ключ-спичку, который дала ему Эхо, чтобы сжечь тюрьму и сбежать, после чего он направляется в Дом Локков. |            |                                                    |                 |                               |                |
| 7 | 7          | «Рассечение» «Dissection»                          | Доун Уилкинсон  | Майкл Д. Фуллер               | 7 февраля 2020 |
| В воспоминаниях Сэма Лэссера утешает Рэнделл. Ожидая в одиночестве в кабинете Рэнделла, Сэм видит картину Дома Локков, в которой Додж насмехается над ним, читая записи Рэнделла, в которых Сэм изображается как человек с психическими проблемами. Сэм чувствует себя преданным Локками, при этом как бы намекается, что именно это побудило Сэма к убийству Рэнделла. В настоящем времени Сэм берет Локков в заложники, требуя, чтобы они отдали ему Головной ключ. Кинси утверждает, что ключ спрятан в лесу, направляя Сэма туда, где она похоронила своего монстра страха. Во время отсутствия Сэма Тайлер помогает освободиться Нине, а когда Сэм возвращается после встречи со страхом Кинси, Тайлер использует на нем Головной ключ. Внутренняя сущность Сэма извиняется. Тайлер понимает, что не он стал причиной смерти своего собственного отца, когда Сэм объясняет, что убийство Рэнделла не было запланировано, и что он просто хотел найти ключи для Додж. Сэм вынимает ключ из головы, как только появляется Додж. Она втыкает в него нож, забирает все ключи и исчезает. По прибытии полиции Сэм пытается выйти через дверь, но поздно понимает, что она была открыта Призрачным ключом. Призрачная форма Сэма навсегда отделяется от его мертвого тела. |            |                                                    |                 |                               |                |
| 8 | 8          | «Луч чертова солнца» «Ray of F**king Sunshine»     | Доун Уилкинсон  | Ваннеса Рохас                 | 7 февраля 2020 |
| Нина начинает злоупотреблять алкоголем, в результате чего начинает вспоминать некоторые события, связанные с ключами. Она использует Штопающий ключ, который позволяет шкафу восстановить поврежденные объекты, приводя их в первоначальную форму. Хоть Тайлер и Кинси считают, что воспоминания о ключах и могут быть полезны, но предпочитают, чтобы Нина была трезвой и убеждают её бросить пить. Тайлер и Кинси отправляются в пещеру с Чёрной дверью и находят список «Хранителей ключей», в который входят Рэнделл и его друзья. Кинси решает навестить Эрин Восс в психиатрической лечебнице, но Додж появляется в лечебнице раньше и использует Головной ключ на Эрин, чтобы выведать местоположение Омега-ключа. К тому времени, когда Кинси приезжает, Эрин узнает в Додж Лукаса Караваджио, одного из друзей Рэнделла. Додж, приняв облик Лукаса с помощью Ключа идентичности, остается с Элли и Руфусом. После того, как Нина в приступе ярости разбивает урну с прахом Рэнделла, Тайлер находит Омега-ключ среди пепла, поскольку Рэнделл спрятал ключ у себя голове. |            |                                                    |                 |                               |                |
| 9 | 9          | «Отголоски» «Echoes»                               | Винченцо Натали | Мередит Аверилл, Лиз Фанг     | 7 февраля 2020 |
| Элли объясняет Локкам, что несколько лет назад её парень Лукас Караваджио был одержим чем-то, что проникло через Чёрную дверь, и убил двух своих друзей, прежде чем Рэнделл убил его. Элли и её друзья скрыли все доказательства этого, в том числе удалили все воспоминания Дункана, разделили и спрятали ключи, чтобы никто не мог использовать их снова. Однако спустя годы, все ещё тоскуя по Лукасу, Элли использовала Эхо-ключ в бювете с колодцем, чтобы попытаться вернуть его обратно, однако вместо этого вернула демона, который им овладел. Элли позвонила Марку и сообщила об убийстве Рэнделла, после чего Марк воспользовался Ключом-спичкой, поджег себя и свой дом, чтобы не выдать Додж местоположения других ключей. Как только Додж сбежала из бювета с колодцем, она приняла форму Лукаса, чтобы жить с Элли и Руфусом, вынудив Элли украсть Корону теней из Дома Локков. Элли и Руфус берут Ключ теней и возвращаются в свой дом, чтобы взять корону. Тем не менее, Додж возвращается в дом, подстерегает их и отбирает Ключ теней у Элли, чтобы использовать корону. |            |                                                    |                 |                               |                |
| 10 | 10         | «Корона теней» «Crown of Shadows»                  | Винченцо Натали | Карлтон Кьюз, Мередит Аверилл | 7 февраля 2020 |
| Теперь, обладая Короной Теней, Додж атакует Дом Локков в поисках Омега-ключа. После того, как Боди уничтожает тень Додж с помощью Ключа-спички, Додж лежит без сознания. Тайлер и Кинси с помощью Скотта, Гейба, Джеки и Иден отправляют Додж обратно через Чёрную дверь. Боди находит Руфуса раненым, но не обнаруживает никаких признаков Элли. Руфуса отправляют жить к его тете и дяде в штат Небраска. Локки решают остаться и Кинси начинает встречаться с Гейбом, не подозревая, что он является ещё одной формой Додж. Додж использовала Ключ идентичности, чтобы придать настоящей Элли обличье Додж. На самом деле друзья бросили за Чёрную дверь Элли, а не Додж. Кроме того, Иден теперь также одержима, после того как её поразило одной из демонических пуль, когда Чёрная дверь была открыта. |            |                                                    |                 |                               |                |

### Сезон 2 (2021)
| № общий | № в сезоне | Название                                   | Режиссёр         | Автор сценария                | Дата премьеры   |
| --- | ---------- | ------------------------------------------ | ---------------- | ----------------------------- | --------------- |
| 11 | 1          | «Премьера» «The Premiere»                  | Марк Тондерай    | Мередит Аверилл, Карлтон Кьюз | 22 октября 2021 |
| Гейб вступает в сговор с Иден. Кинси готовится к премьере фильма ужасов «Отряда Савини». Дункан приходит в дом ключей с важными новостями.                  |            |                                            |                  |                               |                 |
| 12 | 2          | «Голова и сердце» «The Head and the Heart» | Марк Тондерай    | Лиз Фанг                      | 22 октября 2021 |
| Тайлера тревожат провалы в памяти Джеки, Гейб пытается узнать у Локков о ключах, а Нина встречает на новой работе снисходительного шовиниста.               |            |                                            |                  |                               |                 |
| 13 | 3          | «Маленький мир» «Small World»              | Майрзи Алмас     | Маккензи Дор                  | 22 октября 2021 |
| Дункан беспокоится из-за нового гостя, Гейб пытается поссорить Кинси со Скотом, Боди находит необычный ключ, а Нина сближается с Джошем.                    |            |                                            |                  |                               |                 |
| 14 | 4          | «Не забывай меня» «Forget Me Not»          | Майрзи Алмас     | Ванесса Рохас                 | 22 октября 2021 |
| Дункан сам не свой, Гейб противостоит одному из Локков, Тайлер удивляет Джеки в её день рождения, а Кинси решается посмотреть в глаза своему страху.        |            |                                            |                  |                               |                 |
| 15 | 5          | «Прошлое — лишь пролог» «Past is Prologue» | Карлтон Кьюз     | Мередит Аверилл               | 22 октября 2021 |
| Гейб присоединяется к Тайлеру в поисках Ключа памяти, а Кинси хочет выяснить, что происходит с Иден. Боди навещает старого друга.                           |            |                                            |                  |                               |                 |
| 16 | 6          | «Лабиринт» «The Maze»                      | Майрзи Алмас     | Кими Хоул Ли                  | 22 октября 2021 |
| На ежегодном Зимнем фестивале Кинси пытается сохранять самообладание рядом с Гейбом. А Боди и Дункан находят ключ, с помощью которого можно одолеть Додж.   |            |                                            |                  |                               |                 |
| 17 | 7          | «Лучшие планы» «Best Laid Plans»           | Миллисент Шелтон | Майкл Д. Фуллер               | 22 октября 2021 |
| Кинси пускает в ход свои актёрские способности, когда Локки и их друзья устраивают в Доме ключей волшебную ловушку. Джош злится из-за пропавшего артефакта. |            |                                            |                  |                               |                 |
| 18 | 8          | «Железо в огне» «Irons in the Fire»        | Миллисент Шелтон | Джордан Риггс                 | 22 октября 2021 |
| Раскрывается правда о происхождении магии семьи Локков, и Тайлер и Кинси пытаются защитить своих близких от растущей армии приспешников Гейба.              |            |                                            |                  |                               |                 |
| 19 | 9          | «Альфа и Омега» «Alpha & Omega»            | Марк Тондерай    | Мередит Аверилл, Лиз Фанг     | 22 октября 2021 |
| Тайлер пытается найти способ помочь Джеки. Гейб даёт Кинси срок на выполнение его требований. Иден манипулирует Джошем. Потрясенная Нина выходит на связь.  |            |                                            |                  |                               |                 |
| 20 | 10         | «Неожиданный поворот» «Cliffhanger»        | Марк Тондерай    | Карлтон Кьюз, Мередит Аверилл | 22 октября 2021 |
| Нарастающие угрозы и сокрушительная потеря приводят Локков к жестокому столкновению с Додж. В Доме ключей Боди сталкивается с неожиданным посетителем.      |            |                                            |                  |                               |                 |

### Сезон 3 (2022)
| № общий | № в сезоне | Название                                 | Режиссёр       | Автор сценария                 | Дата премьеры   |
| ------- | ---------- | ---------------------------------------- | -------------- | ------------------------------ | --------------- |
| 21      | 1          | «Снежный шар» «The Snow Globe»           | Гай Ферланд    | Лиз Фанг                       | 10 августа 2022 |
| 22      | 2          | «Свадебные крушители» «Wedding Crashers» | Гай Ферланд    | Майкл Д. Фуллер                | 10 августа 2022 |
| 23      | 3          | «Пять минут первого» «Five Minutes Past» | Эд Орнелас     | Ванесса Рохас                  | 10 августа 2022 |
| 24      | 4          | «Глубокое укрытие» «Deep Cover»          | Эд Орнелас     | Маккензи Дор                   | 10 августа 2022 |
| 25      | 5          | «Осада» «Siege»                          | Марисоль Адлер | Мередит Аверилл                | 10 августа 2022 |
| 26      | 6          | «Свободная птица» «Free Bird»            | Марисоль Адлер | Джордан Риггс                  | 10 августа 2022 |
| 27      | 7          | «Занавес» «Curtain»                      | Джереми Уэбб   | Карлтон Кьюз и Джо Хилл        | 10 августа 2022 |
| 28      | 8          | «Прощание» «Farewell»                    | Джереми Уэбб   | Мередит Аверилл и Карлтон Кьюз | 10 августа 2022 |